# Frankie Laine
Frankie Laine, nome d'arte di Francesco Paolo LoVecchio (Chicago, 30 marzo 1913 – San Diego, 7 febbraio 2007), è stato un cantante statunitense.
È stato uno dei grandi della musica leggera del XX secolo, con oltre duecentocinquanta milioni di dischi venduti (ventuno i dischi d'oro guadagnati in carriera).

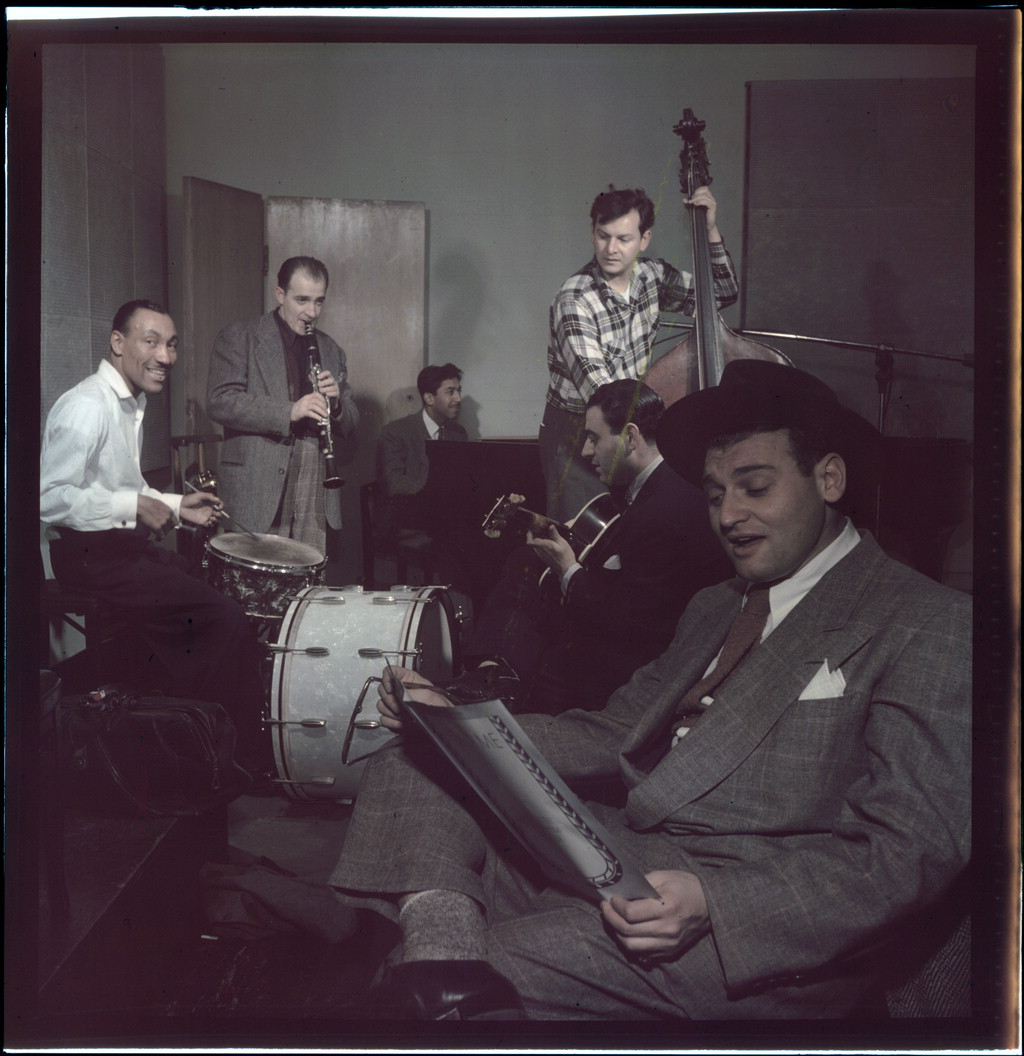
Jimmy Crawford e Frankie Laine, 1947, fotografia di William P. Gottlieb

Ebbe il periodo di maggior fulgore tra gli anni quaranta e cinquanta.

## Biografia

### Gli inizi
Frankie Laine nasce Francesco Paolo Lovecchio il 30 marzo 1913 a Chicago in una famiglia di immigrati provenienti da Monreale in Sicilia. Il cognome Lovecchio subisce alcune alterazioni nelle varie trascrizioni. Il padre, John, era barbiere e contava tra i suoi clienti il noto criminale Al Capone. Prima di assumere il nome d'arte, nei documenti risulta con il nome di "Frank Lovecchio".
Il più grande di otto figli, Frank ha iniziato a cantare nel coro della chiesa durante le elementari. Ha frequentato la Lane Technical High School, dove ha rafforzato le sue capacità respiratorie nell'atletica leggera e nella pallacanestro.
Tra le attività extracurriculari da studente, Frank dava lezioni di danza. Durante una di queste prestazioni al The Merry Garden Ballroom, già noto amatorialmente per le sue capacità canore, a 17 anni viene invitato a esibirsi davanti a un pubblico di 5000 spettatori. La serata è un successo con la richiesta di numerosi bis.
Dopo il diploma, Frank Lovecchio diviene membro della squadra di maratona di danza di The Merry Garden Ballroom con la quale partecipò a diverse manifestazioni in giro per gli Stati Uniti durante la Grande depressione stabilendo nel 1932 al Million Dollar Pier di Atlantic City anche il record mondiale di 3.501 ore di ballo per 145 giorni di seguito.
Tra gli artisti il cui stile ha influenzato Laine, vi sono i cantanti Bing Crosby, Louis Armstrong (come trombettista, Billie Holiday, Mildred Bailey, e Nat King Cole. Con quest'ultimo Frank stringe un'amicizia a Lost Angeles proprio quando la carriera di Nat stava iniziando a decollare. Nat King Cole registrerà una canzone scritta da Frank, It Only Happens Once, e i due rimarranno amici per tutta la vita. Frank sarà uno dei più stretti amici di Nat a portare il feretro al funerale.
Un importante snodo nella carriera di Frankie si ha quando sostituisce Perry Como nell'orchestra di Freddie Carlone a Cleveland nel 1937 su richiesta proprio di Como. Con Como si cementerà un'altra lunga amicizia. Tuttavia, lo stile dell'orchestra di Freddie Carlone non è adatto a quello di Frankie Laine. Per Frankie il successo tarda ad arrivare e deve quindi barcamenarsi con altri lavori non artistici, come l'operaio, il buttafuori in alcuni locali, e l'insegnante di danza. Il punto più basso della sua carriera lo raggiunge quando è costretto, senza soldi, a dormire su una panchina di Central Park.
Nel 1938, Frank Lovecchio cambia il nome in Frankie Laine, in occasione di un lavoro come cantante per la stazione radio di New York WINS. Il direttore riteneva che il cognome apparisse troppo straniero e difficile da pronunciare per gli annunciatori, così gli chiese di americanizzare il cognome in "Lane". Frankie aggiunse una "i" per evitare confusione con un'altra cantante in quella stessa stazione radio. Poco dopo viene licenziato a seguito di una contrazione delle sponsorizzazioni nelle radio per effetto dell'inizio della guerra con l'invasione della Polonia da parte di Hitler. Laine quindi trova lavoro in una fabbrica di munizioni e abbandona ancora una volta la carriera di cantante. Mentre lavora nella fabbrica di munizioni incontra un trio di cantanti e si fidanza con la leader del gruppo. Il trio viene notato e Frankie si trasferisce con loro a Hollywood nel 1943.
A Los Angeles Frankie incontra il pianista e compositore Carl T. Fischer che sarà il suo coautore, direttore musicale e accompagnatore di piano fino alla sua morte nel 1954.
Con la fine della guerra, Laine si trova nuovamente in difficoltà finanziarie, nonostante come cantante cominciasse ad avere un proprio pubblico. La svolta accade nel 1946, quando Hoagy Carmichael assiste a una performance di Frankie al Billy Berg's club di Los Angeles. Non sapendo che Carmichael fosse tra il pubblico, Laine canta una canzone scritta da Carmichael stesso, "Rockin' Chair". Ciò porta alla firma di un vero contratto discografico con la Mercury Records.

### I successi

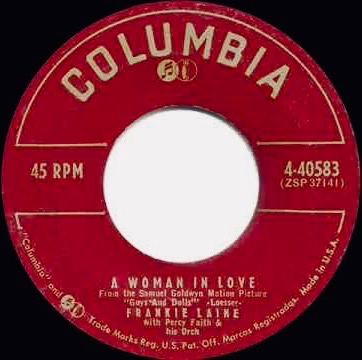
Label di “A Woman in Love”, uno dei più grandi successi di Frankie Lane

Il suo primo brano di successo, That's My Desire, risale al 1947. Ad esso ne seguirono altri come That Lucky Old Sun, Swamp Girl, Cry of the Wild Goose, Mule Train e soprattutto A Woman in Love che raggiunse la posizione #1 nella Uk Top Singles Charts.
Alla carriera di cantante, Laine affianca anche quella di attore e conduttore di programmi televisivi. A partire dalla fine degli anni quaranta, Laine partecipa in alcuni film musicali e serie televisive sia in veste di attore che interprete di se stesso. In televisione, Frankie Laine ha condotto tre programmi: nel 1950 The Frankie Laine Hour; nella stagione 1954-55 il Frankie Laine Show; e nella stagione 1955-56 il Frankie Laine Time.
Laine ha interpretato anche molte canzoni utilizzate dal cinema. Tra esse si ricordano Blowing Wild, Jezebel, I Believe, High Noon (il leitmotiv del film Mezzogiorno di fuoco), e The 3:10 to Yuma (leitmotiv del film Quel treno per Yuma), Jealousy (Jalousie), The Girl in the Woods, When You're in Love, Way Down Yonder in New Orleans, Your Cheatin' Heart, Granada, Hey Joe!, The Kid's Last Fight, Cool Water, Someday, Moonlight Gambler, Gli uomini della prateria e Rider in the sky, queste ultime due poi ripresa anche dai Blues Brothers.
Nel giugno del 1950 sposa l'attrice americana Nan Grey e adotta le sue due figlie avute da un precedente matrimonio. Il matrimonio durerà 43 anni, fino alla morte della Grey nel 1993.
Nel 1964 partecipò al Festival di Sanremo interpretando due canzoni: Una lacrima sul viso (con il testo in inglese ed il titolo For Your Love) in abbinamento con Bobby Solo e Che me ne importa a me (della quale incise anche la versione in inglese intitolata Tangolita) in coppia con Domenico Modugno.
La sua attività continua durante gli anni settanta, con numerose tournée, dischi e un ritorno alle colonne sonore incidendo il brano Blazing Saddles per il film Mezzogiorno e mezzo di fuoco diretto da Mel Brooks.
Continua ad esibirsi con successo, ancora novantenne, fino al 2005.
Ricoverato in un ospedale di San Diego, in California, per un'operazione all'anca, è morto per infarto cardiaco dopo due settimane di degenza.

## Discografia

### Singoli
- 1944 In The Wee Small Hours
- 1945 That's Liberty/In The Wee Small Hours (Bel-Tone Records – S-0255)
- 1945 Heartaches
- 1945 I'm Confessin'
- 1946 On the Sunny Side of the Street
- 1946 Ain't That Just Like a Woman/September in the Rain, con Mannie Klein's All Stars (Mercury Records - 5003)
- 1946 That's My Desire, (Mercury Records - 5007)
- 1947 A Sunday Kind of Love/Who Cares What People Say, (Mercury Records - 5018)
- 1947 I May Be Wrong/Stay As Sweet As You Are, (Mercury Records - 5028)
- 1947 Mam'selle/All of Me, (Mercury Records - 5048)
- 1947 Kiss Me Again/By The Light Of The Stars, (Mercury Records - 5059)
- 1947 Put Yourself in my Place Baby/Two Loves Have I, (Mercury Records - 5064)
- 1947 Shine/We'll Be Together Again, (Mercury Records - 5091)
- 1947 Someday Sweetheart/Baby, Baby, All The Time, con Carl Fischer's Poets Of Rhythm (Atlas - FL 137)
- 1947 Heartaches/Confessin', (Atlas - FL-141)
- 1947 Coquette/It Ai'nt Gonna Be Like That, (Atlas - FL-142)
- 1947 You've Changed/S'posin, (Atlas - FL-147)
- 1947 Oh! Lady Be Good/You Can Depend On Me, (Atlas - FL-148)
- 1947 It Ain't Gonna Be Like That, (V-Disc – 803)
- 1947 That's My Desire, (V-Disc – 810)
- 1948 I've Only Myself To Blame/But Beautiful, (Mercury Records - 5096)
- 1948 Moonlight in Vermont/Roses of Picardy, (Atlas - FL-156)
- 1948 Blue Moments/Sometimes I'm Happy, (Atlas - FL-158)
- 1948 I'm Looking Over a Four Leaf Clover/Monday Again, (Mercury Records - 5105)
- 1948 May I Never Love Again/Baby That Ain't Right, (Mercury Records - 5114)
- 1948 Put 'Em in a Box, Tie 'Em With a Ribbon/Baby Don't Be Mad at Me, (Mercury Records - 5130)
- 1948 When You're Smiling/All of Me, (Mercury Records - 5143)
- 1948 Ah, But It Happens/Hold Me, (Mercury Records - 5158)
- 1948 Singing The Blues/Thanks For You, (Mercury Records - 5174)
- 1948 Tara Talara Tala/You're All I Want For Christmas, (Mercury Records - 5177)
- 1948 Tara Talara Tala/Old Fashioned Love, (Mercury Records - 5177)
- 1949 Rosetta/It Only Happens Once, (Mercury Records - 5227)
- 1949 I Wish You Were Jealous Of Me/Don't Have To Tell Nobody, (Mercury Records - 5243)
- 1949 Sweet Talk/September in the Rain, (Mercury Records - 5275)
- 1949 Nevertheless/Be Bop Spoken Here, (Mercury Records - 5301)
- 1949 That Lucky Old Sun/I Get Sentimental Over Nothing, (Mercury Records, 5316)
- 1949 Don't Do Something To Someone Else/Waiting at the End of the Road, (Mercury Records - 5332)
- 1949 Exactly like you
- 1949 God bless the child
- 1949 Mule Train/Carry Me Back to Old Virginny, (Mercury Records, 5345 - prima posizione nella Billboard Hot 100 per 6 settimane
- 1949 That Lucky Old Sun/Mule Train, (Metronome, J118), pubblicato in Svezia e Danimarca - prima posizione nella Billboard Hot 100 per otto settimane
- 1949 Georgia On My Mind/You're Just The Kind, (Mercury Records, 5293)
- 1949 Now That I Need You/My Own-My Only-My All, (Mercury Records, 5311)
- 1949 Baby Just For Me/Satan Wears a Satin Gown, (Mercury Records, 5358)
- 1950 If I Were You Baby, I'd Love Me/I Love You For That, con Patti Page (Mercury Records, 5442)

### Album
- 1950 Song from the Heart, Mercury Records
- 1952 Frankie Laine, (Mercury Records, MG 25024)
- 1953 Listen to Laine, Mercury Records
- 1952 One for My Baby, Columbia Records
- 1954 Mr Rhythm, Columbia Records
- 1955 Concert Date, Mercury Records
- 1955 Frankie Laine Sings for Us, Mercury Records
- 1955 Lover's Laine, Columbia Records
- 1955 Songs by Frankie Laine, Mercury Records
- 1955 With All My Heart, Mercury Records
- 1955 That's My Desire, Mercury Records
- 1956 Command Performance, Columbia Records
- 1956 Jazz Spectacular, Columbia Records
- 1957 Rockin', Columbia
- 1958 Greatest Hits, Mercury Records
- 1958 Foreign Affair, Columbia Records
- 1958 Torchin', Columbia Records
- 1959 Reunion in Rhythm, Columbia Records
- 1959 You Are My Love, Columbia
- 1960 Balladeer, Columbia Records
- 1961 Hell Bent for Leather!, Columbia Records
- 1961 Deuces Wild, Columbia Records
- 1962 Call of the Wild, Columbia Records
- 1963 Wanderlust, Columbia Records
- 1965 I Believe, Capitol Records
- 1967 I'll Take Care of Your Cares, Paramount Records
- 1967 I Wanted Someone to Love, ABC Records
- 1968 Take Me Back to Laine Country, ABC Records
- 1967 Memory Laine, Tower Records
- 1968 To Each His Own, ABC Records
- 1969 You Gave Me a Mountain, ABC Records
- 2002 Rawhide, (Bear Family Records, BCD 16522 IL), pubblicato in Germania

## Filmografia
- 1949 Make believe ballroom[5]
- 1950 When you're smiling[6]
- 1951 Sunny side of the street[7]
- 1952 Rainbow round my shoulder[8]
- 1955 Quando una ragazza è bella[9]
- 1956 Colui che rise per ultimo[10]
- 1956 Donne... dadi... denaro![11]

## Opere
- Frankie Lane. That Lucky Old Son: The Autobiography of Frankie Lane, Venture, CA, Pathfinder, 1993.